# Comuna de Lichnowy
Lichnowy (polaco: Gmina Lichnowy) é uma gminy (comuna) na Polónia, na voivodia de Pomerânia e no condado de Malborski. A sede do condado é a cidade de Lichnowy.
De acordo com os censos de 2004, a comuna tem 4591 habitantes, com uma densidade 51,8 hab/km².

## Área
Estende-se por uma área de 88,7 km², incluindo:
- área agricola: 87%
- área florestal: 0%

## Demografia
Dados de 30 de Junho 2004:
|                      | Total   | Total | Mulheres | Mulheres | Homens  | Homens |
| -------------------- | ------- | ----- | -------- | -------- | ------- | ------ |
|                      | pessoas | %     | pessoas  | %        | pessoas | %      |
| População            | 4591    | 100   | 2347     | 51,1     | 2244    | 48,9   |
| Densidade (pop./km²) | 51,8    | 100   | 26,5     | 26,5     | 25,3    | 25,3   |

De acordo com dados de 2005, o rendimento médio per capita ascendia a 2044,29 zł.

## Comunas vizinhas
- Malbork, Miłoradz, Nowy Staw, Ostaszewo, Suchy Dąb, Tczew, Tczew